# Jiangyan

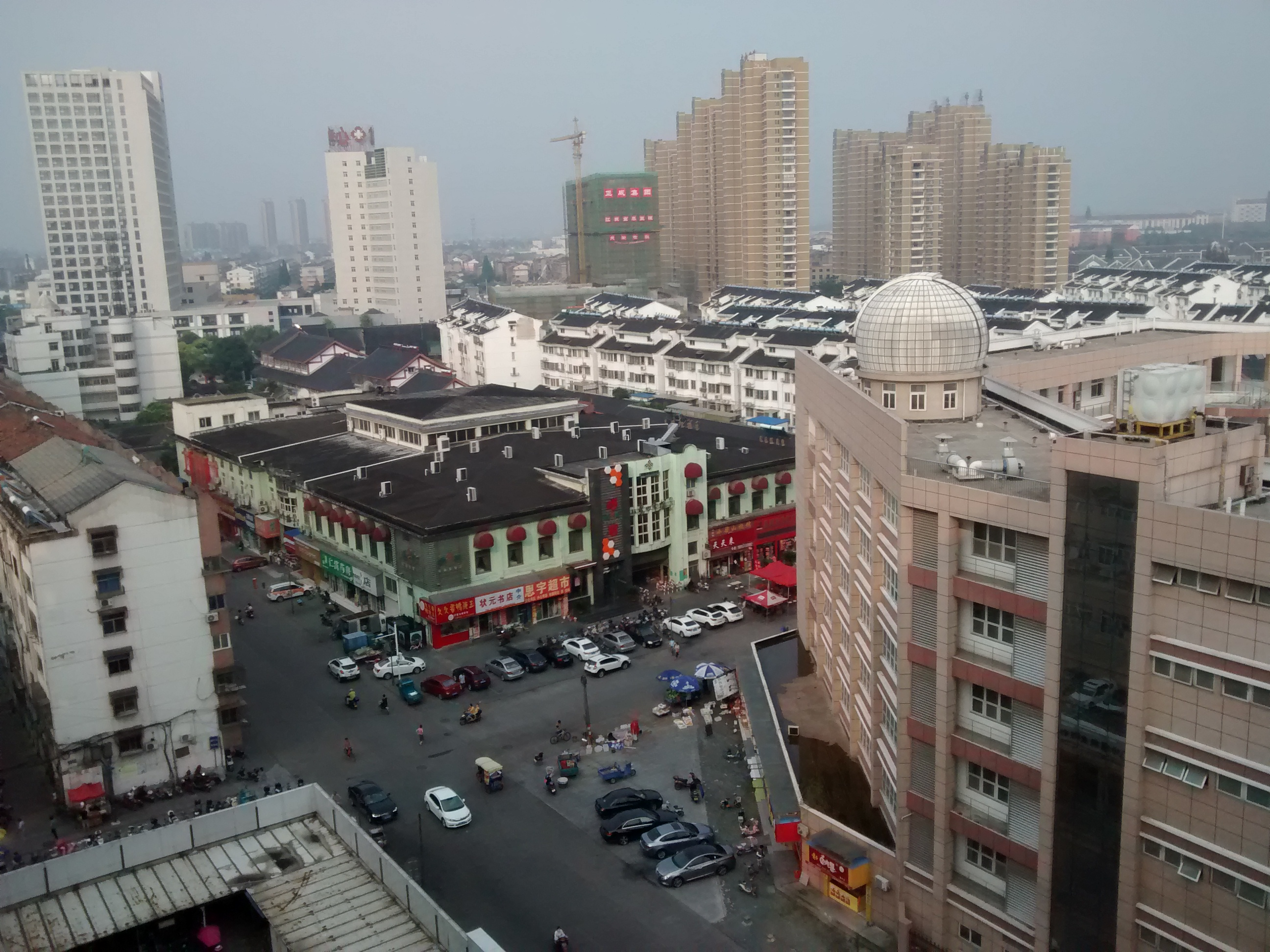
Jiangyan

Jiangyan (chinesisch 姜堰区, Pinyin Jiāngyàn Qū) ist ein chinesischer Stadtbezirk der bezirksfreien Stadt Taizhou in der Provinz Jiangsu. Er ging 2012 aus der gleichnamigen kreisfreien Stadt Jiangyan hervor.
Jiangyan hat eine Fläche von 927,5 km² und zählt 728.645 Einwohner (Stand: Zensus 2010).
Die Tianmu-Shan-Stätte (天目山遗址,  Tiānmùshān yízhǐ) aus Zeit der Westlichen Zhou-Dynastie steht seit 2006 auf der Liste der Denkmäler der Volksrepublik China (6-77).

## Söhne und Töchter
- Hu Jintao (* 1942), chinesischer Politiker und Staatsmann
- Cao Jun (* 1966), Künstler